# Самолюс
Са́молюс (лат. Sāmolus) — род двудольных цветковых растений, включённый в семейство Первоцветные (Primulaceae). Единственный род трибы Samoleae подсемейства Теофрастовые (Theophrastoideae). Раньше иногда выделялось в отдельное семейство Samolaceae Raf., 1820.

## Название
Карл Линней в работе Species plantarum 1753 года использовал для этого рода растений название Samolus, впервые употреблённое в Естественной истории Плиния для обозначение некоего растения. Происхождение этого название точно не установлено, обычно приводится версия о его составлении из двух кельтских слов «san» — «лечебный, полезный» и «mos» — «свинья». По Плинию, галлы использовали это растение для лечения всех болезней свиней.

## Ботаническое описание
Род объединяет многолетние и однолетние травянистые растения, иногда суккулентные. Листья расположены очерёдно, нижние — иногда в прикорневой розетке, простые, линейные или яйцевидные в очертании. Цветки невзрачные, белого цвета, собраны на концах побегов в кистевидные или щитковидные соцветия, с прицветниками. Чашечка пятидольчатая, колокольчатой формы. Венчик пятилепестковый. Тычинки в числе 5, короткие, с притупленными или заострёнными к краям пыльниками. Завязь нижняя, округлая. Пестик с коротким столбиком и головчатым или приплюснутым рыльцем.
Плод — многосемянная одногнёздная коробочка яйцевидной или шаровидной формы, при созревании разделяется на 5 частей.

## Ареал
Большая часть видов рода распространена в Южном полушарии, лишь некоторые заходят в Европу и Северную Америку.

## Таксономия
|  |                                      |  |                                                         |                                                         |                        |  | ещё 20 семейств (согласно Системе APG III) |             |             |            |
|  |                                      |  |                                                         |                                                         |                        |  |                                            |             |             | от 7 видов |
|  |                                      |  |                                                         | порядок Верескоцветные                                  |                        |  |                                            |             | род Самолюс |            |
|  |                                      |  |                                                         | порядок Верескоцветные                                  |                        |  |                                            |             | род Самолюс |            |
|  | отдел Цветковые, или Покрытосеменные |  |                                                         |                                                         | семейство Первоцветные |  |                                            |             |             |            |
|  | отдел Цветковые, или Покрытосеменные |  |                                                         |                                                         |                        |  |                                            |             |             |            |
|  |                                      |  | ещё 58 порядков цветковых растений (по Системе APG III) | ещё 58 порядков цветковых растений (по Системе APG III) |                        |  |                                            | ещё 63 рода | ещё 63 рода |            |
|  |                                      |  |                                                         | ещё 58 порядков цветковых растений (по Системе APG III) |                        |  |                                            |             | ещё 63 рода |            |

### Синонимы
- Samodia Baudo, 1843
- Sheffieldia J.R.Forst. & G.Forst., 1775
- Steirostemon (Griseb.) Phil., 1876

### Виды
- Samolus cinerascens Pax & R.Knuth, 1905
- Samolus dichondrifolius Channell, 1958
- Samolus ebracteatus Kunth, 1817
- Samolus junceus R.Br., 1810 — Самолюс ситниковый
- Samolus porosus Thunb., 1818
- Samolus pyrolifolius Greene, 1909
- Samolus repens (J.R.Forst. & G.Forst.) Pers., 1805 — Самолюс ползучий
- Samolus spathulatus (Cav.) Duby, 1844 — Самолюс лопатчатый
- Samolus subnudicaulis A.St.-Hil., 1838
- Samolus vagans Greene, 1909
- Samolus valerandi L., 1753 — Самолюс Валерандаtypus[2]